# بنبو (کالیفرنیا)
بنبو (به انگلیسی: Benbow) یک منطقهٔ مسکونی در ایالات متحده آمریکا است که در شهرستان هامبولت، کالیفرنیا واقع شده‌است. بنبو ۱۲٫۶۴ کیلومتر مربع مساحت و ۲٬۰۶۸ نفر جمعیت دارد و ۱۳۴ متر بالاتر از سطح دریا واقع شده‌است.